# Girik (ort i Azerbajdzjan)
Girik är en ort i Azerbajdzjan.   Den ligger i distriktet Qusar Rayonu, i den nordöstra delen av landet, 190 km nordväst om huvudstaden Baku. Girik ligger 468 meter över havet och antalet invånare är 1 196.
Terrängen runt Girik är huvudsakligen kuperad, men åt nordost är den platt. Girik ligger nere i en dal. Närmaste större samhälle är Qusar, 17,4 km sydost om Girik.
Trakten runt Girik består till största delen av jordbruksmark. Runt Girik är det ganska glesbefolkat, med 48 invånare per kvadratkilometer.